# Velosnes
Velosnes ist eine französische Gemeinde mit 139 Einwohnern (Stand: 1. Januar 2022) im Département Meuse in der Region Grand Est (bis 2015 Lothringen). Sie gehört zum Arrondissement Verdun und zum Kanton Montmédy. Die Einwohner werden Velosnois genannt. 

## Geografie
Velosnes liegt etwa 48 Kilometer nördlich von Verdun am Chiers und an der Grenze zu Belgien. Umgeben wird Velosnes von den Nachbargemeinden Écouviez und Rouvroy im Norden und Osten, Épiez-sur-Chiers im Osten und Südosten, Charency-Vezin im Südosten, Villers-le-Rond im Süden, Flassigny im Südwesten, Othe im Südwesten und Westen, Bazeilles-sur-Othain im Westen und Nordwesten sowie Villécloye im Nordwesten.

## Bevölkerungsentwicklung
| Jahr                       | 1962 | 1968 | 1975 | 1982 | 1990 | 1999 | 2006 | 2019 |
| Einwohner                  | 207  | 196  | 165  | 160  | 131  | 146  | 130  | 151  |
| Quellen: Cassini und INSEE |      |      |      |      |      |      |      |      |

## Sehenswürdigkeiten

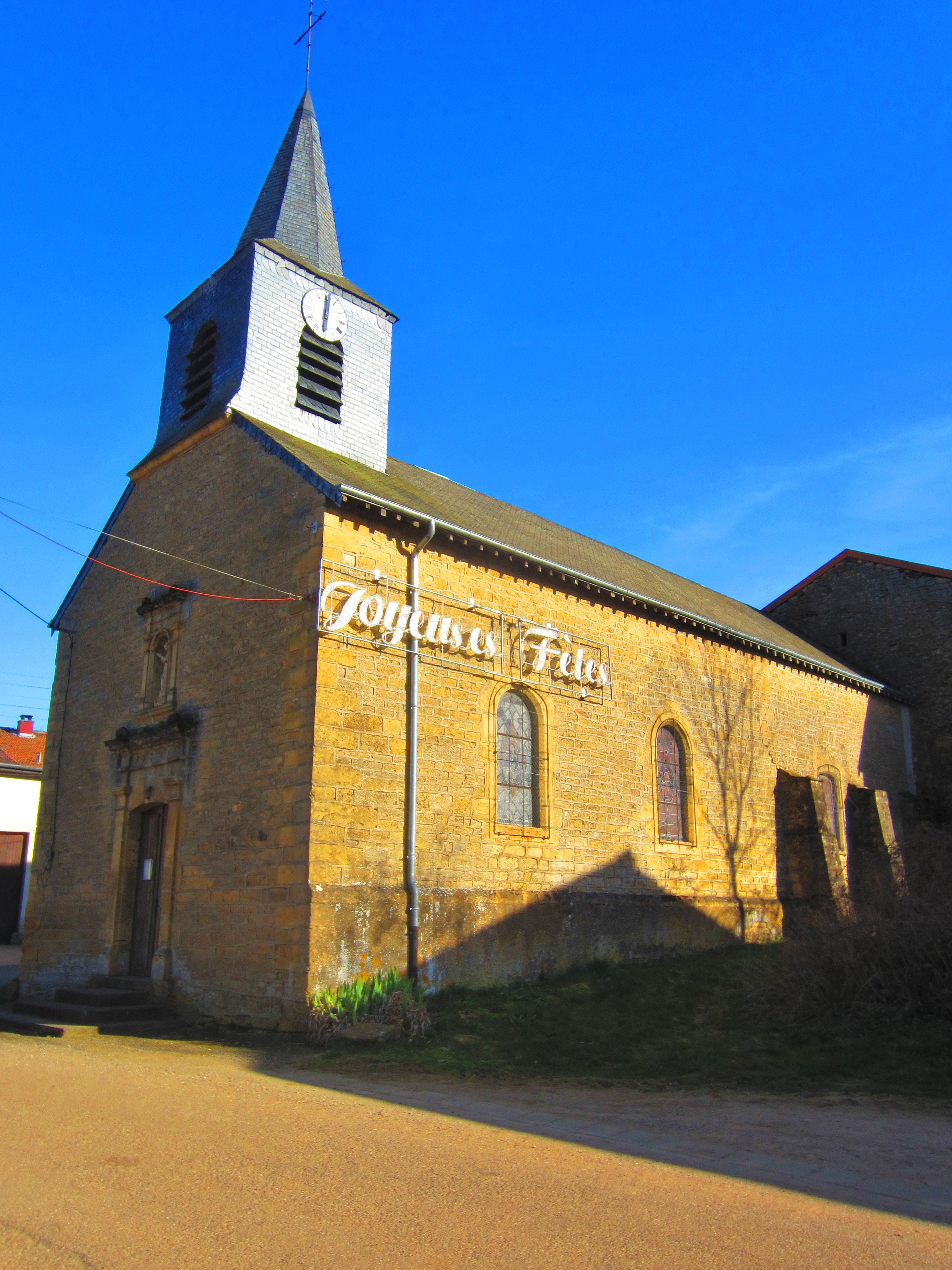
Kirche La Nativité-de-la-Bienheureuse-Vierge-Marie
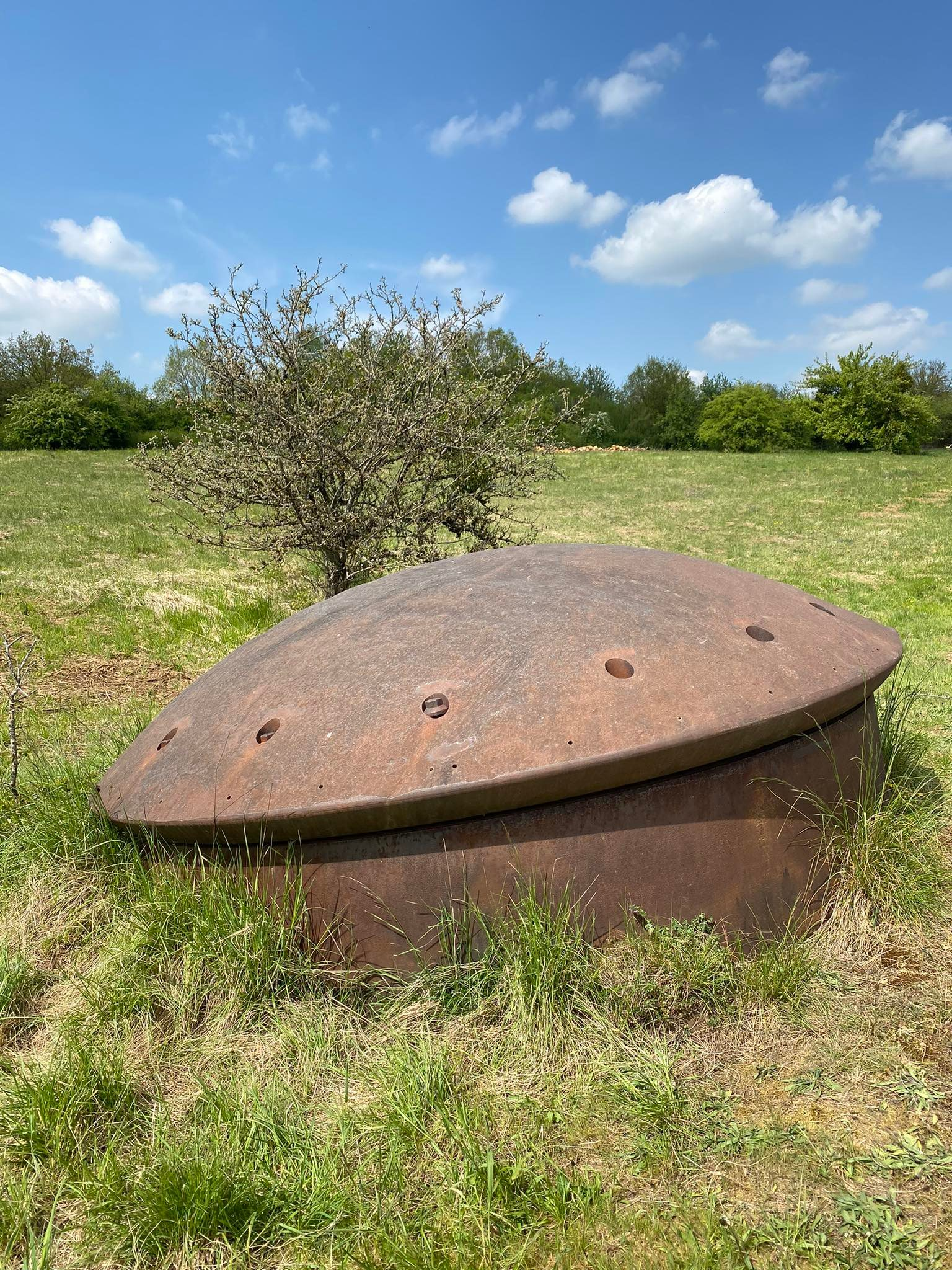
Ehemaliger Artilleriebunker

- Kirche La Nativité-de-la-Bienheureuse-Vierge-Marie
- Ehemaliger Artilleriebunker